# Unión de las Jóvenes Fascistas - Vanguardia
La Unión de las Jóvenes Fascistas – Vanguardia (en ruso: Союз Юных Фашисток — Авангард, Soyuz Yunykh Fashistok — Avangard) fue una organización juvenil femenina del Partido Fascista Ruso. Fue fundada en 1934 en Harbin, y estaba abierta a chicas rusas de edad entre 10 y 16 años.
EL objetivo principal de la Unión era "la preparación de las jóvenes mujeres y chicas rusas en un responsable servicio nacional basado en la religión, el nacionalismo, y el trabajo".
La ideología y tácticas de la Unión estaban totalmente determinadas por miembros del Partido Fascista Ruso. La membresía era obtenida por recomendación de una miembro existente de la Vanguardia o por una miembro del Partido Fascista Ruso.
La Unión se dividía en dos grupos: Junior (10 a 13 años) y Senior (13 a 16 años). Cada grupo se dividía en dos categorías: Segundo Nivel (Jóvenes Fascistas) y Primer Nivel (Vanguardia).
Las oficiales al mando de la Unión eran la Líder Senior , la Comandante de Distrito Senior y la Comandante de División Senior.
La unidad estructural inferior en la Unión era el "Foco", un grupo de cinco personas. Varios de ellos que se encontraban geográficamente próximos formaban un Distrito, y junto a otros grupos y zonas suburbanas, formaban un Departamento. El jefe del grupo era aprobado por el líder del Partido Fascista Ruso.
El uniforme consistía en una blusa blanca con una corbata negra y falda negra.